# Conferencia Episcopal Boliviana
La Conferencia Episcopal Boliviana es una institución donde todos los Obispos de Bolivia se reúnen en Asambleas periódicas dos veces por año y su objetivo es coordinar y animar el trabajo pastoral de la Iglesia Católica en Bolivia. Al mismo tiempo también mantiene su mirada atenta en la realidad nacional a fin de llevar a cabo su misión de manera más comprometida y verdadera.
Fue propietaria del periódico Presencia.

## Presidencia[1]
Por un periodo de tres años está presidida por los siguientes obispos:
Trienio 2021-2024
Presidente: Mons. Aurelio Pesoa Ribera, vicario apostólico del Beni 
Vicepresidente: Mons. Ricardo Centellas Guzmán, arzobispo de Sucre 
Secretario general:  Mons., Giovani Edgar Arana, obispo de la Diócesis de El Alto
PRESIDENTES DE ÁREA
1. Área de Evangelización: Mons. Luis Duran Berrios, Obispo Auxiliar de La Paz
2. Área de Comunión Eclesial: Mons.  Krzysztof Bialasik,  obispo Diócesis de Oruro  
3. Área de Educación: Mons. Bascopé Müller, obispo auxiliar de Diócesis de San Ignacio
4. Área de Pastoral Social Caritas: Mons. Jesús Galeote, vicario apostólico de Camiri

## Territorio[2]
Todas las Arquidiócesis, Diócesis, Ordinariato Militar, Vicariatos Apostólicos y Prelaturas de Bolivia, las cuales comprenden 18 jurisdicciones eclesiásticas.

## Miembros[4]
Son miembros de la CEB todos los Arzobispos y Obispos que ejercen un servicio en alguna de las 18 jurisdicciones eclesiásticas.

### Arzobispos
1. Mons. Oscar Omar Aparicio Céspedes, (Arzobispo de Cochabamba).
2. Mons. Edmundo Luis Flavio Abastoflor Montero, (Arzobispo de La Paz).
3. Mons. Sergio Alfredo Gualberti Calandrina, (Arzobispo Santa Cruz de la Sierra)
4. Mons. Jesús Juárez Párraga, (Arzobispo de Sucre)

### Obispos
1. Mons. Juan Vargas Aruquipa, (Obispo de Coroico)
2. Mons. Eugenio Scarpellini, (Obispo de El Alto)
3. Mons. Krzysztof Białasik Wawrowska, (Obispo de Oruro)
4. Mons. Ricardo Ernesto Centellas Guzmán, (Obispo de Potosí)
5. Mons. Carlos Stetter, (Obispo de San Ignacio de Velasco)
6. Mons. Francisco Javier Del Río Sendino, (Obispo de Tarija)

### Ordinario Militar
1. Mons. Fernando Bascopé Müller, (obispo militar de Bolivia)

### Vicarios apostólicos
1. Mons. Francisco Focardi Mazzocchi, (vicario apostólico de Camiri)
2. Mons. Julio María Elías Montoya, (vicario apostólico de El Beni)
3. Mons. Bonifacio Antonio Reimann Panic, (vicario apostólico de Ñuflo de Chávez)
4. Mons. Eugenio Coter, (vicario apostólico de Pando)
5. Mons. Carlos Bürgler, (vicario apostólico de Reyes)

### Prelados
1. Mons. Jorge Herbas Balderrama, (Prelado de Aiquile)
2. Mons. Percy Lorenzo Galvan Flores, (Prelado de Corocoro)

### Obispos Auxiliares
1. Mons. Robert Herman Flock Bever, (Obispo Auxiliar de la Arquidiócesis de Cochabamba)
2. Mons. Roberto Bordi, (Obispo Auxiliar de la Diócesis de El Beni)
3. Mons. Aurelio Pesoa Ribera, (Obispo Auxiliar de la Arquidiócesis de La Paz)
4. Mons. Jorge Ángel Saldías Pedraza,  (Obispo Auxiliar de la Arquidiócesis de La Paz)
5. Mons. Waldo Rubén Barrionuevo Ramírez, (Obispo Auxiliar de Diócesis de Reyes )
6. Mons. Stanisław Dowlaszewicz Billman,, (Obispo Auxiliar de la Arquidioceis de Santa Cruz de la Sierra)
7. Mons. René Leigue Cesari, (Obispo Auxiliar de la Arquidioceis de Santa Cruz de la Sierra)
8. Mons. Braulio Sáez García, (Obispo Auxiliar de la Arquidioceis de Santa Cruz de la Sierra)
9. Mons. Adolfo Eduardo José Bittschi Mayer, (Obispo Auxiliar de la Arquidiócesis de Sucre)

### Obispos eméritos
1. Mons. Gonzalo Ramiro del Castillo Crespo, (Obispo emérito del Ordinariato Militar de Bolivia)
2. Mons. Tito Solari Capellari, (Obispo emérito de la Arquidiócesis de Cochabamba)
3. Mons. Luis Sáinz Hinojosa, (Obispo emérito de la Arquidiócesis de Cochabamba)
4. Mons. Jesús Agustín López de Lama, (Prelado emérito de Corocoro)
5. Mons. Toribio Ticona Porco, (prelado emérito de Corocoro)
6. Mons. Luis Morgan Casey, (vicario apostólico emérito de Pando)
7. Mons. Walter Pérez Villamonte, (obispo emérito de la Diócesis de Potosí)
8. Mons. Jesús Gervasio Pérez Rodríguez, (Arzobispo emérito de la Arquidiócesis de Sucre)